# لونی لاو
لونی لاو (انگلیسی: Loni Love؛ زادهٔ ۱۲ ژوئیهٔ ۱۹۷۱) کمدین و هنرپیشه اهل ایالات متحده آمریکا است. وی پیش از سال ۲۰۰۳ به عنوان مهندس برق مشغول فعالیت بود.
او در فیلم یک بزرگراه رو تمیز کن بازی کرده‌است.